# Canons d'Hippolyte
Les Canons d’Hippolyte sont un recueil de 38 canons, augmentés d'un sermon, datés généralement du IVe siècle, qui constituent un remaniement pseudépigraphique de la Tradition apostolique, un texte lui-même à l'origine de plusieurs autres canons chrétiens.

## Attribution et datation
L'attribution du texte à Hippolyte de Rome par l'exégèse au tournant du XXe siècle a été rejetée, depuis les travaux d'Eduard Schwartz et de R. H. Connolly, mais il y a un relatif consensus pour attribuer les Traditions Apostoliques dont il dépend à Hippolyte, dater ces dernières de la première moitié du IIIe siècle et situer leur origine à Rome. Il est possible que le texte soit partiellement inspiré de la Didascalie des apôtres.
Schwartz et Connolly ont daté Les Canons d'entre les IVe et VIe siècles mais certains chercheurs proposent plus précisément le milieu du IVe siècle et une ascendance égyptienne du texte. L'original des Canons est vraisemblablement un texte grec aujourd’hui perdu mais connu par sa version en arabe qui est probablement une traduction d'une version en copte sahidique. Le texte a été utilisé dans la composition de collections canoniques systématiques des XIIe et XIIIe siècles.

## Contenu
Le texte suit l'ordre de la Tradition Apostolique : ordination, catéchuménat, règles baptismales, prière et discipline au sein de la communauté.
Le texte présente les ordinations dans les ordres des évêques (II-III), des prêtres (IV) puis des diacres (V); puis suivent les fonctions ou états de confesseur (VI), de lecteur (VIIa), sous-diacre (VIIb), célibataire (VIIc), doués de guérison (VIIIa), prêtres mariés (VIIIb) et veuves (IXb).
Les Canons évoquent les esclaves auxquels les maîtres refusent le baptême (IX), qui demeurent membres de la communauté, ce qui constitue une certaine remise en question de l'ordre social de l'époque. Ils évoquent ensuite 40 jours de catéchuménat (XII) pendant lesquels les catéchumènes participent aux assemblées mais non à l'eucharistie (XXXe). Les canons XI à XVIII décrivent les conditions pour rejoindre la communauté  et détaillent de manière approfondie les pratiques et attitudes interdites aux chrétiens.
Le canon XIX réglemente la préparation au baptême - qui se fait dans une rivière à l'eau courante et pure -, les jeûnes, exorcismes et impositions le précédant. Le candidat au baptême doit renoncer « à Satan et son service » avant d'être oint et plongé dans l'eau après une profession de foi en l'« égale Trinité ». Après une eucharistie de lait et de miel évoquant la nourriture de la Terre promise, le baptisé devient « pleinement chrétien ». Le texte insiste encore longuement sur les devoirs des chrétiens (XXXVIII).